# 章煦
章煦（1745年—1824年），字曜青，號桐門，浙江錢塘（今杭州）人，清朝政治人物，進士出身。

## 生平
乾隆三十七年（1772年）登壬辰科進士，授內閣中書。升主事、員外郎、郎中，歷官提督陝甘學政、太僕寺少卿、大理寺少卿、太僕寺卿等職。嘉慶十年（1805年）任湖北布政使，次年升巡撫，後改雲南巡撫。嘉慶十三年（1808年）召爲刑部侍郎，不久署雲貴總督。次年調江蘇巡撫，署兩江總督。嘉慶十七年（1812年）入覲時，請求該京職，授刑部侍郎。次年代攝直隸總督事。擢工部尚書，調吏部，加太子太保。嘉慶二十一年（1816年）調任禮部尚書，授軍機大臣，又調刑部，仍管理禮部。次年因病免。不久，又授兵部尚书、協辦大学士，兼管順天府尹事。嘉慶二十三年（1818年）官拜東閣大學士，管理刑部。適逢嘉慶帝萬壽慶典，晋太子太保。嘉慶二十五年（1820年）因足疾多次上疏乞休，以全俸致仕。居家數年，道光四年（1824年）卒，諡文簡。

## 延伸阅读
[在维基数据编辑]
 《清史稿/卷341》，出自趙爾巽《清史稿》